# Internazionali d'Italia 2011 - Qualificazioni singolare femminile
Le qualificazioni del singolare femminile degli Internazionali d'Italia 2011 sono state un torneo di tennis preliminare per accedere alla fase finale della manifestazione. I vincitori dell'ultimo turno sono entrati di diritto nel tabellone principale. In caso di ritiro di uno o più giocatori aventi diritto a questi sono subentrati i lucky loser, ossia i giocatori che hanno perso nell'ultimo turno ma che avevano una classifica più alta rispetto agli altri partecipanti che avevano comunque perso nel turno finale.

## Giocatrici

### Teste di serie
1. Anabel Medina Garrigues (qualificata)
2. Jie Zheng (ultimo turno)
3. Polona Hercog (ultimo turno)
4. Simona Halep (primo turno)
5. Alla Kudrjavceva (primo turno)
6. Arantxa Parra Santonja (qualificata)
7. Angelique Kerber (ultimo turno)
8. Akgul Amanmuradova (primo turno)

1. Anastasija Rodionova (qualificata)
2. Chanelle Scheepers (qualificata)
3. Alizé Cornet (primo turno)
4. Laura Pous-tio (ultimo turno)
5. Varvara Lepchenko (qualificata)
6. Tamira Paszek (qualificata)
7. Kirsten Flipkens (primo turno)
8. Christina McHale (qualificata)

### Qualificati
1. Varvara Lepchenko
2. Anabel Medina Garrigues
3. Arantxa Parra Santonja
4. Christina McHale

1. Tamira Paszek
2. Nuria Llagostera Vives
3. Anastasija Rodionova
4. Chanelle Scheepers

## Tabellone qualificazioni

### Legenda
| - Q = Qualificato - WC = Wild card - LL = Lucky loser | - ALT = Alternate - SE = Special Exempt - PR = Protected Ranking | - w/o = Walkover - r = Ritirato - d = Squalificato |

### 1ª sezione
|  | Primo turno | Primo turno             | Primo turno | Primo turno | Primo turno |  |  | Ultimo turno | Ultimo turno            | Ultimo turno            | Ultimo turno | Ultimo turno |  |
|  |             |                         |             |             |             |  |  |              |                         |                         |              |              |  |
|  | 1           | Anabel Medina Garrigues | 2           | 72          | 6           |  |  |              |                         |                         |              |              |  |
|  |             | Mirjana Lučić-Baroni    | 6           | 6           | 1           |  |  | 1            | Anabel Medina Garrigues | Anabel Medina Garrigues | 6            | 6            |  |
|  | WC          | Karin Knapp             | 4           | 6           | 6           |  |  | WC           | Karin Knapp             | Karin Knapp             | 4            | 2            |  |
|  | 15          | Kirsten Flipkens        | 6           | 2           | 2           |  |  |              |                         |                         |              |              |  |

### 2ª sezione
|  | Primo turno | Primo turno          | Primo turno          | Primo turno | Primo turno |  |  | Ultimo turno | Ultimo turno         | Ultimo turno | Ultimo turno | Ultimo turno |  |
|  |             |                      |                      |             |             |  |  |              |                      |              |              |              |  |
|  | 2           | Jie Zheng            | Jie Zheng            | 6           | 6           |  |  |              |                      |              |              |              |  |
|  | WC          | Anastasia Grymalska  | Anastasia Grymalska  | 2           | 2           |  |  | 2            | Jie Zheng            | 6            | 2            | 5            |  |
|  |             | Vania King           | Vania King           | 0           | 3           |  |  | 9            | Anastasija Rodionova | 3            | 6            | 7            |  |
|  | 9           | Anastasija Rodionova | Anastasija Rodionova | 6           | 6           |  |  |              |                      |              |              |              |  |

### 3ª sezione
|  | Primo turno | Primo turno            | Primo turno            | Primo turno | Primo turno |  |  | Ultimo turno | Ultimo turno           | Ultimo turno           | Ultimo turno | Ultimo turno |  |
|  |             |                        |                        |             |             |  |  |              |                        |                        |              |              |  |
|  | 3           | Polona Hercog          | Polona Hercog          | 6           | 4           |  |  |              |                        |                        |              |              |  |
|  |             | Urszula Radwańska      | Urszula Radwańska      | 3           | 3r          |  |  | 3            | Polona Hercog          | Polona Hercog          | 6            | 72           |  |
|  |             | Nuria Llagostera Vives | Nuria Llagostera Vives | 6           | 6           |  |  |              | Nuria Llagostera Vives | Nuria Llagostera Vives | 1            | 6            |  |
|  | 11          | Alizé Cornet           | Alizé Cornet           | 3           | 4           |  |  |              |                        |                        |              |              |  |

### 4ª sezione
|  | Primo turno | Primo turno      | Primo turno      | Primo turno | Primo turno |  |  | Ultimo turno | Ultimo turno     | Ultimo turno | Ultimo turno | Ultimo turno |  |
|  |             |                  |                  |             |             |  |  |              |                  |              |              |              |  |
|  | 4           | Simona Halep     | Simona Halep     | 6           | 0           |  |  |              |                  |              |              |              |  |
|  |             | Virginie Razzano | Virginie Razzano | 73          | 6           |  |  |              | Virginie Razzano | 2            | 6            | 3            |  |
|  |             | Casey Dellacqua  | Casey Dellacqua  | 4           | 4           |  |  | 14           | Tamira Paszek    | 6            | 3            | 6            |  |
|  | 14          | Tamira Paszek    | Tamira Paszek    | 6           | 6           |  |  |              |                  |              |              |              |  |

### 5ª sezione
|  | Primo turno | Primo turno        | Primo turno        | Primo turno | Primo turno |  |  | Ultimo turno | Ultimo turno       | Ultimo turno       | Ultimo turno | Ultimo turno |  |
|  |             |                    |                    |             |             |  |  |              |                    |                    |              |              |  |
|  | 5           | Alla Kudrjavceva   | Alla Kudrjavceva   | 2           | 3           |  |  |              |                    |                    |              |              |  |
|  |             | Mădălina Gojnea    | Mădălina Gojnea    | 6           | 6           |  |  |              | Mădălina Gojnea    | Mădălina Gojnea    | 5            | 2            |  |
|  |             | Ol'ga Govorcova    | Ol'ga Govorcova    | 3           | 4           |  |  | 10           | Chanelle Scheepers | Chanelle Scheepers | 7            | 6            |  |
|  | 10          | Chanelle Scheepers | Chanelle Scheepers | 6           | 6           |  |  |              |                    |                    |              |              |  |

### 6ª sezione
|  | Primo turno | Primo turno            | Primo turno            | Primo turno | Primo turno |  |  | Ultimo turno | Ultimo turno           | Ultimo turno           | Ultimo turno | Ultimo turno |  |
|  |             |                        |                        |             |             |  |  |              |                        |                        |              |              |  |
|  | 6           | Arantxa Parra Santonja | Arantxa Parra Santonja | 6           | 6           |  |  |              |                        |                        |              |              |  |
|  | WC          | Nastassja Burnett      | Nastassja Burnett      | 4           | 0           |  |  | 6            | Arantxa Parra Santonja | Arantxa Parra Santonja | 6            | 7            |  |
|  |             | Kateryna Bondarenko    | Kateryna Bondarenko    | 1           | 2           |  |  | 12           | Laura Pous Tió         | Laura Pous Tió         | 3            | 5            |  |
|  | 12          | Laura Pous Tió         | Laura Pous Tió         | 6           | 6           |  |  |              |                        |                        |              |              |  |

### 7ª sezione
|  | Primo turno | Primo turno       | Primo turno       | Primo turno | Primo turno |  |  | Ultimo turno | Ultimo turno      | Ultimo turno | Ultimo turno | Ultimo turno |  |
|  |             |                   |                   |             |             |  |  |              |                   |              |              |              |  |
|  | 7           | Angelique Kerber  | Angelique Kerber  | 6           | 6           |  |  |              |                   |              |              |              |  |
|  |             | Eléni Daniilídou  | Eléni Daniilídou  | 0           | 1           |  |  | 7            | Angelique Kerber  | 0            | 6            | 2            |  |
|  | WC          | Gioia Barbieri    | Gioia Barbieri    | 1           | 4           |  |  | 13           | Varvara Lepchenko | 6            | 4            | 6            |  |
|  | 13          | Varvara Lepchenko | Varvara Lepchenko | 6           | 6           |  |  |              |                   |              |              |              |  |

### 8ª sezione
|  | Primo turno | Primo turno        | Primo turno        | Primo turno | Primo turno |  |  | Ultimo turno | Ultimo turno     | Ultimo turno | Ultimo turno | Ultimo turno |  |
|  |             |                    |                    |             |             |  |  |              |                  |              |              |              |  |
|  | 8           | Akgul Amanmuradova | Akgul Amanmuradova | 1           | 0r          |  |  |              |                  |              |              |              |  |
|  |             | Heather Watson     | Heather Watson     | 6           | 1           |  |  |              | Heather Watson   | 6            | 1            | 3            |  |
|  |             | Coco Vandeweghe    | Coco Vandeweghe    | 1           | 4           |  |  | 16           | Christina McHale | 2            | 6            | 6            |  |
|  | 16          | Christina McHale   | Christina McHale   | 6           | 6           |  |  |              |                  |              |              |              |  |